# Малая Берёзовая (приток Малой Еловой)
Ма́лая Берёзовая — река в России, протекает по Тегульдетскому и Енисейскому районам Томской области и Красноярском крае. Исток реки — в Томской области, граница регионов делит реку пополам, и устье реки находится в Красноярском крае, в 125 км по левому берегу реки Малая Еловая. Длина реки составляет 19 км.

## Данные водного реестра
По данным государственного водного реестра России относится к Верхнеобскому бассейновому округу, водохозяйственный участок реки — Кеть, речной подбассейн реки — бассейн притоков (Верхней) Оби от Чулыма до Кети. Речной бассейн реки — (Верхняя) Обь до впадения Иртыша.